# Ricardo Semler
Ricardo Semler (São Paulo, 1959) is een Braziliaans ondernemer. Hij is de CEO en hoofdeigenaar van Semco SA, een Braziliaans bedrijf dat vooral bekendstaat vanwege zijn radicale vorm van industriële democratie en corporate re-engineering.
Time nam hem op in hun reeks van 100 jonge leiders in de wereld, gepubliceerd in 1994 terwijl het World Economic Forum hem ook nomineerde. The Wall Street Journal America Economia, The Wall Street Journal's Latin American magazine, benoemde hem tot Latijns-Amerikaanse zakenman van het jaar in 1990 en 1992 en hij werd benoemd tot Braziliaanse zakenman van het jaar in 1990 en 1992. Virando a Própria Mesa (letterlijk "Draai je eigen tafel", in Nederlandse vertaling verschenen onder de titel SEMCO-stijl), zijn eerste boek, werd het best verkopende non-fictie boek in de geschiedenis van Brazilië. Sindsdien heeft hij twee boeken in het Engels geschreven over de transformatie van Semco en werkplek re-engineering: Maverick, een Engelse versie van "Turning Your Own Table" gepubliceerd in 1993 en internationale bestseller en The Seven Day Weekend in 2003.

## Semco 1982—90
Semler begon te werken in het bedrijf van zijn vader dat oorspronkelijk Semler & Company heette en toen een Mixer & Agitator leverancier in São Paulo was. Semler kwam echter in conflict met zijn vader Antonio Semler. Die steunde op een traditionele autocratische managementstijl terwijl de jonge Semler een gedecentraliseerde participatieve stijl verkoos. Bovendien gaf Ricardo de voorkeur aan diversificatie van de productie buiten de zieltogende scheepsbouw, waar zijn vader tegen was.
Na vele verhitte confrontaties dreigde de zoon om het bedrijf te verlaten. In plaats van dat te laten gebeuren besloot Antonio Semler echter om de functie van CEO te verlaten en liet zijn zoon een meerderheidsaandeel in het bedrijf verwerven. Dat gebeurde in 1980 toen Ricardo 21 jaar was. Bij zijn eerste dag als CEO ontsloeg Ricardo Semler zestig procent van alle topmanagers. Hij begon te werken aan een diversificatieprogramma om het bedrijf te redden. Nadat hij op zijn 25ste was flauwgevallen besloot hij voor een beter evenwicht tussen vrije tijd en werk voor zichzelf en zijn werknemers te gaan.
Pogingen om een matrixorganisatie in te voeren in 1986 leverden niet de gehoopte verbeteringen op. 
Tijdens de late jaren 80 stelden drie ingenieurs van Semco voor om een Nucleus van Technologische Innovatie (NTI) op te zetten om nieuwe zaken en productlijnen te ontwikkelen. Semler steunde dit voorstel. Tegen het einde van de eerste zes maanden had NTI 18 mogelijkheden geïdentificeerd. Als gevolg van dit succes werden satellieteenheden van Semco aangemoedigd. Tegen het einde van de jaren 80 besloegen deze satellieteenheden twee derde van de nieuwe productie en twee derde van de werknemers.

## Semco 1990–2004
Na dramatische restricties van marktliquiditeiten ingevoerd door de Braziliaanse president Fernando Collor de Mello in een poging om de hyperinflatie van 1990 te bestrijden, kwam de Braziliaanse economie in een ernstige crisis die veel bedrijven tot faillissement dwong. De werknemers van Semco gingen akkoord met loonsverlagingen op voorwaarde dat hun aandeel in de winst met 39 procent verhoogd werd, managementweddes werden met 40 procent verlaagd en de werknemers kregen het recht om alle uitgaven goed te keuren.
Doordat de werknemers tijdens de crisis meerdere rollen uitoefenden, verwierven ze een beter inzicht in de werking van het bedrijf waardoor er meer suggesties kwamen voor het verbeteren van de business. De hervormingen die in die tijd werden ingevoerd, leidden tot 65 procent reductie van de voorraden, verlaging van de levertijden en een percentage productdefecten van minder dan 1 procent. Naarmate het economisch klimaat weer aantrok, verbeterden de omzet en winsten van Semco zeer sterk.
Vanaf 2003 had Semco een jaarlijkse omzet van $212 miljoen, van 4 miljoen dollar in 1982 tot 35 miljoen dollar in 1994, met een jaarlijkse groei die steeds hoger dan 25 procent lag en soms zelfs 40 procent haalde. Het bedrijf telde 3000 werknemers in 2003, tegenover 90 in 1982. In 2010 telde het bedrijf meer dan 5000 werknemers. Onder de activiteiten van het bedrijf horen:
- Industriële machinebouw, dat nu mixers produceert in plaats van pompen.
- Sembobac, een partnership met Baltimore Air Cooler dat koeltorens bouwt
- Cushman and Wakefield Semco, een partnership met Cushman and Wakefield van Rockefeller dat eigendommen beheert in Brazilië en Latijns-Amerika
- Semco Johnson Controls, een partnership met Johnson Controls, dat grote inrichtingen beheert zoals luchthavens en hospitalen
- ERM, een partnership met Environmental Resources Management, een van 's werelds grootste ecologische consultants
- Semco Ventures, levert hightech en internetservices
- SemcoHR, een human resources management bedrijf
- Semco-RGIS, actief in voorraadbeheer

Naarmate Semco groeide verwierf Ricardo Semler steeds meer erkenning. Hij werd gekozen tot Braziliaanse zakenman van het jaar in 1990 en 1992 en het World Economic Forum noemde hem een van de wereldleiders van de toekomst.

## Andere activiteiten
In de loop van het voorbije decennium heeft Semler zijn betrokkenheid in Semco verminderd om zich met andere activiteiten bezig te houden. Hij schreef het boek Maverick over zijn ervaringen bij Semco dat een bestseller werd in 1993. The Seven Day Weekend: Changing the Way Work Works, volgde in 2003. Hij is over de hele wereld in de media verschenen en hij spreekt regelmatig in business-scholen, ondernemingen en groepen om zijn filosofie van industriële democratie te promoten. Hij heeft ook een gastleerstoel aan de Harvard Business School gehad.
Semler is vicepresident van de federatie van Braziliaanse industrieën geweest en lid van het SOS Atlantic Forest, de belangrijkste milieuorganisatie in Brazilië. Hij richtte het Ralston-Semler Foundation op en de Lumiar School, een democratische school waar kinderen tussen 0 en 14 jaar geëngageerd worden in projecten uit hun interessedomein. Er zijn drie van deze scholen — één in de stad São Paulo en twee in de buurt van Campos do Jordão, in de staat São Paulo.